# Ablução

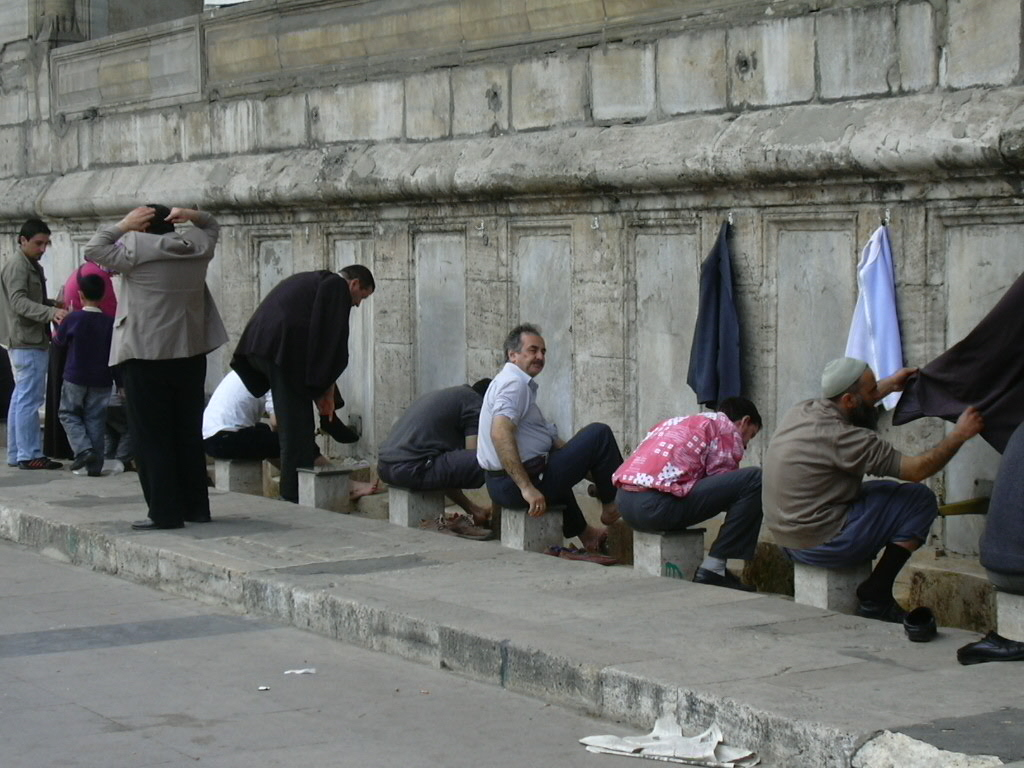
Ablução numa mesquita de Istambul.

Ablução (do latim ablutio, "lavagem") é um rito presente em muitas religiões, entre as quais o cristianismo, o judaísmo, o Islão e o hinduismo. A ablução é um rito de purificação, com símbolos, atos e significados variados em diversas  situações. Relacionam-se a ritos de preparação para o sacrifício. As abluções são feitas com água, folhas (ramos), areia ou sangue.

## Abluções afrobrasileiras
Ver São Lázaro, e a lavagem ritual a seco com pipoca ou a Lavagem do Bonfim.

## Abluções no judaísmo
As purificações rituais judaicas são geralmente prescritas para a recuperação da pureza ritual (Levítico 15). 

## Abluções no Cristianismo
No Novo Testamento as abluções passaram para segundo plano, pela necessidade da pureza interior exigida pelo Evangelho. No entanto, Jesus lava os pés de seus discípulos na Última Ceia (João 13:1–16). 
No ritual católico, na missa, há a ablução das mãos do celebrante antes do rito de consagração, e do cálice após a comunhão. Nas missas de rito tridentino, após o rito da comunhão, os dedos do celebrante são lavados sobre o cálice, a fim de que nenhuma partícula da hóstia consagrada, por menor que seja, venha a ser desprezada.

## Abluções no Islão
No Islão, a ablução é obrigatória antes de cada oração.

## Citações
“O batismo, porta dos sacramentos, necessário na realidade ou ao menos em desejo para a salvação, e pelo qual os homens se libertam do pecado, se regeneram tornando-se  filhos de Deus e se incorporam à Igreja, configurados com Cristo mediante caráter indelével, só se administra validamente através da ablução com água verdadeira, usando-se a devida fórmula das palavras." (Código de Direito Canônico, can. 849).
“Nenhuma ablução, nem mesmo ritual, é capaz de originar a pureza moral. Esta tem a sua fonte exclusiva no interior do homem: provém do coração.” (Papa João Paulo II. Audiência geral de 10 de Dezembro de 1980).